# Odo Casel
Dom Odo (křestní jm. Johannes) Casel OSB (27. září 1886, Koblenz – 28. března 1948, Herstelle) byl znalec křesťanské liturgie a zakladatel teologie svátostí založené na skutečné přítomnosti in mysterio nebo in symbolo, zároveň patřil k vůdčím postavám katolického liturgického hnutí, od r. 1921 vydával ročenku "Liturgisches Jahrbuch".

## Dílo
- Das Gedächtnis des Herrn in der altchristlichen Liturgie: Die Grundgedanken des Messkanons. 1918
- De philosophorum graecorum silentio mystico scrips. 1919 (= Dissertation Bonn 1918)
- Die Liturgie als Mysterienfeier. 1922
- Das christliche Kult-Mysterium. 1932
- Das christliche Festmysterium. 1941
- Glaube, Gnosis, Mysterium. 1941
- Mysterium des Kommenden. 1952
- Vom wahren Menschenbild: Vorträge. 1953
- Mysterium des Kreuzes. o.J. (1954)
- Mysterium der Ekklesia: Von der Gemeinschaft aller Erlösten in Christus Jesus. Aus Schriften und Vorträgen. 1961
- Vom Spiegel als Symbol. Aus nachgelassenen Schriften. 1961.